# Municipio de Griffin (condado de Conway)
El municipio de Griffin (en inglés: Griffin Township) es un municipio ubicado en el condado de Conway en el estado estadounidense de Arkansas. En el año 2010 tenía una población de 694 habitantes y una densidad poblacional de 6,43 personas por km².

## Geografía
El municipio de Griffin se encuentra ubicado en las coordenadas 35°24′42″N 92°47′57″O / 35.41167, -92.79917. Según la Oficina del Censo de los Estados Unidos, el municipio tiene una superficie total de 107.9 km², de la cual 106,84 km² corresponden a tierra firme y (0,98 %) 1,05 km² es agua.

## Demografía
Según el censo de 2010, había 694 personas residiendo en el municipio de Griffin. La densidad de población era de 6,43 hab./km². De los 694 habitantes, el municipio de Griffin estaba compuesto por el 96,25 % blancos, el 0,86 % eran afroamericanos, el 0,29 % eran amerindios y el 2,59 % eran de una mezcla de razas. Del total de la población el 1,01 % eran hispanos o latinos de cualquier raza.